# Ísafjarðardjúp
Az Ísafjarðardjúp egy nagyobb fjord Izland Vestfirðir vidékén. Nevének magyar jelentése: mély jégfjordok.
Ísafjörður a Vestfirðir kerület központja, amely közel helyezkedik el a fjord szájához. 
A fjord északkeleti partvidéke meglehetősen tagolatlan, mindössze a Kaldalón-öböl teszi változatosabbá. Ugyanakkor a fjord déli részén számos kisebb fjord nyílik a szárazföld belseje felé, melyek a következők: a Skutulsfjörður, az Álftafjörður, a Seyðisfjörður, a Hestsfjörður, a Skötufjörður, a Mjóifjörður és az Ísafjörður.

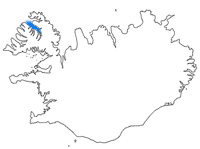
Ísafjarðardjúp elhelyezkedése a térképen

Ísafjarðardjúp főbb településeinek, fjordjainak térképe

A fjordban három kis sziget található: Borgarey, Æðey és Vigur. Vigur a legnagyobb sziget a három közül. Borgarey szigete lakatlan, míg Vigur és Æðey szigetén egy-egy farmgazdaság található.

## Fordítás
Ez a szócikk részben vagy egészben  az   Ísafjarðardjúp című angol Wikipédia-szócikk ezen változatának fordításán alapul.  Az eredeti cikk szerkesztőit annak laptörténete sorolja fel. Ez a jelzés csupán a megfogalmazás eredetét és a szerzői jogokat jelzi, nem szolgál a cikkben szereplő információk forrásmegjelöléseként.